# Forças Armadas do Catar

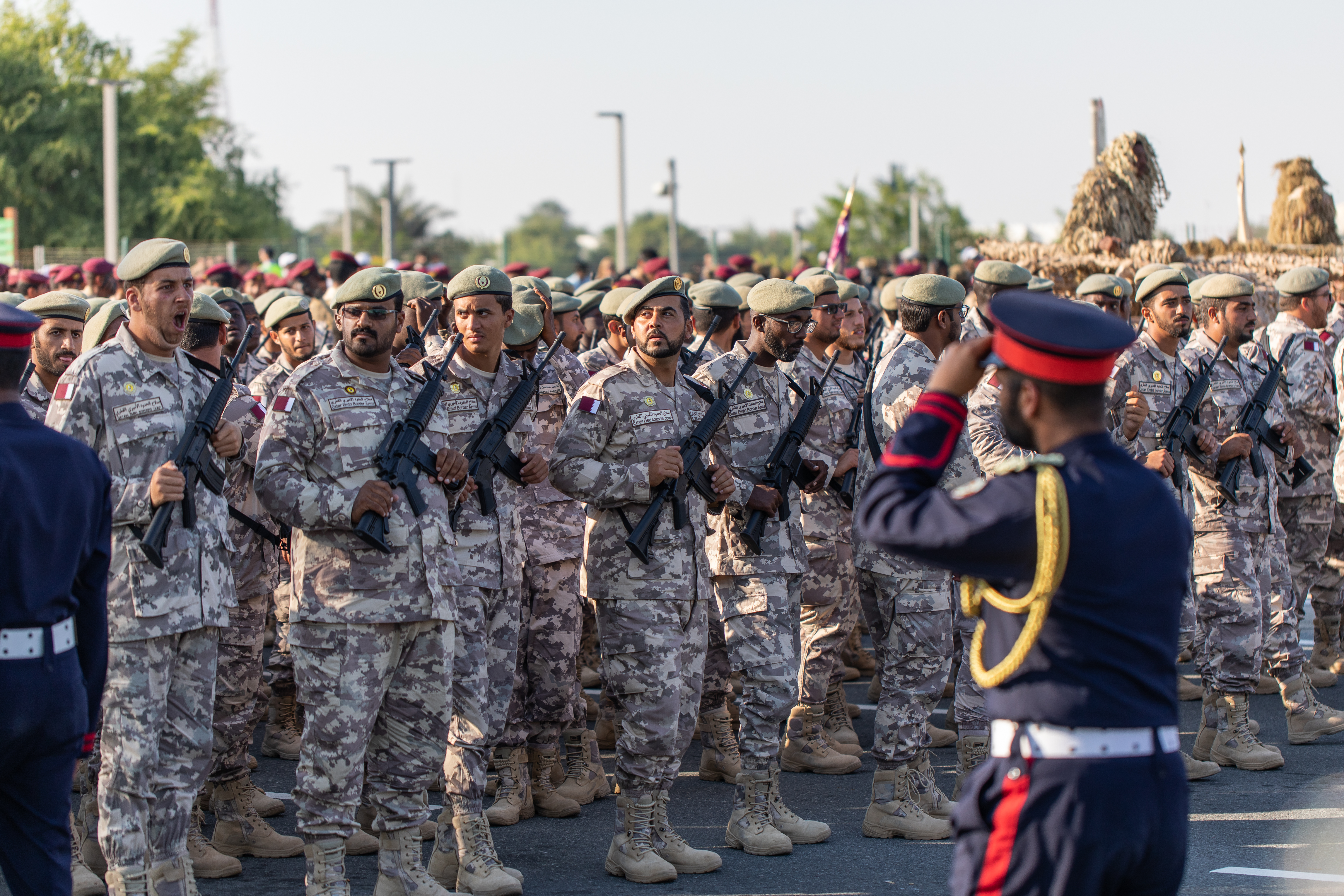
Soldados no desfile militar no Dia Nacional do Catar em 18 de dezembro de 2018

As Forças Armadas do Catar (em árabe: القوات المسلحة القطرية, translit. Al-Quwwat Al-Musallahah Al-Qatariyyah) são as forças militares do Estado do Catar. Desde 2015, o Catar implementou o recrutamento militar obrigatório com uma média de 2.000 graduados por ano. Em 2010, os gastos com defesa do Catar somaram um total de R$ 10,349 bilhões, cerca de 1,5% do PIB nacional, de acordo com o SIPRI. O Catar assinou pactos de defesa com os Estados Unidos em 2002  e 2013, com França em 1994 e com o Reino Unido em 2020. 

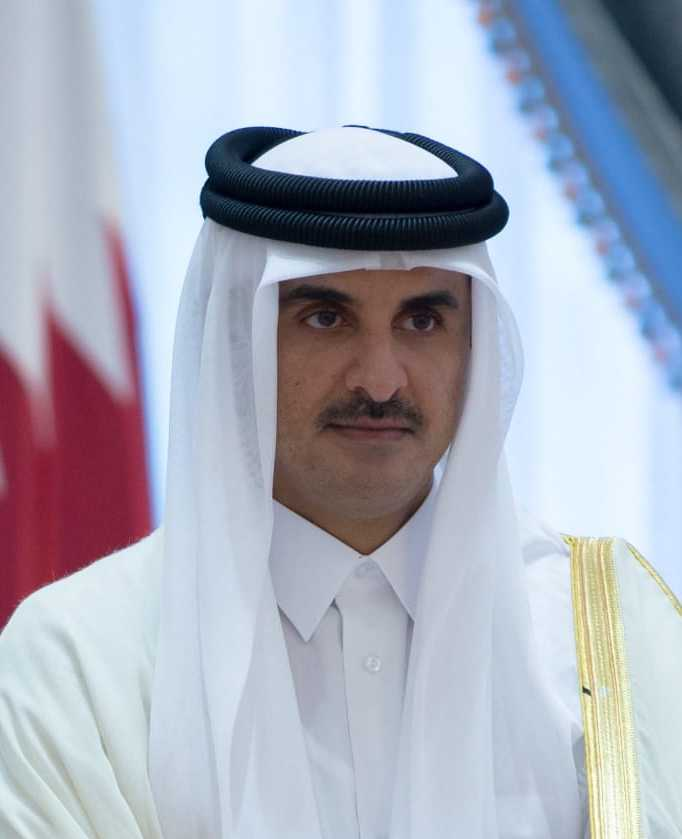
O Emir xeque Tamim Bin Hamad Al Thani do Catar

O Catar desempenha ativamente nos esforços de defesa coletiva do Conselho de Cooperação do Golfo, os outros cinco membros são Arábia Saudita, Kuwait, Barém, EAU e Omã. O Catar também abriga a Al Udeid Air Base que é maior base americana no Oriente Médio e em 2017 inaugurou um escritório de adido militar em Washington. Emir xeque Tamim bin Hamad Al Thani emitiu a Decisão Amiri N.º 60 de 2021, nomeando o Tenente-General (Piloto) Salem bin Hamad bin Mohammed bin Aqeel Al Nabit como Chefe do Estado-Maior das Forças Armadas do Catar. A decisão produz efeitos a partir da data de emissão e deve ser publicada no diário oficial.SIPRI afirma que os planos do Catar para transformar e ampliar significativamente suas forças armadas aceleraram em 2014, e em 2010-14 o Catar foi o 46º maior importador de armas do mundo. Em 2013, pedidos de 562 tanques e 75 canhões automotores da Alemanha foram seguidos em 2014 por vários outros contratos, incluindo 34 helicópteros de combate e 3 aeronaves AEW dos EUA e 6 aeronaves-tanque da Espanha. A partir de 2016, o Catar mantém capacidades antiaéreas e antinavio avançadas com entregas de baterias Patriot PAC-3 MSE,os mísseis antinavios Exocet MM40 Block 3 e Marte ER.

## História
As forças armadas foram fundadas em 1971 após o país ganhar a independência do Reino Unido. Com uma força de pessoal de 11.800, as forças armadas do Catar são a segunda menor do Oriente Médio. A França forneceu aproximadamente 80% do inventário de armas do Catar. 
O Catar participou da Guerra do Golfo de 1991, com um batalhão na Batalha de Khafji. Ele também recebeu os EUA 614º Esquadrão de Caça Tático.
Desde a Guerra do Golfo, o Catar seguiu um programa limitado de modernização da força. O Catar gastou 12 bilhões de dólares para comprar MIM-104 Patriot Míssil superfície-ar. Em julho de 2008, a Agência de Cooperação de Segurança e Defesa dos EUA anunciou o pedido oficial do Catar para suporte logístico, treinamento, equipamentos e serviços associados. O valor total dos acordos de apoio pode chegar a 400 milhões de dólares. Em março de 2011, o Catar anunciou a participação de sua Força Aérea na aplicação da Intervenção militar na Líbia em 2011. 

## Intervenção liderada pela Arábia Saudita no Iêmen
De acordo com a notícia Aljazeera, em dezembro de 2016, o Catar enviou 1.000 tropas terrestres no Iêmen para lutar em nome do presidente deposto Abd rabbuh Mansur Hadi. Soldados do Catar, apoiados por 200 veículos blindados e 30 helicópteros Apache, foram para a província de Marib, no Iêmen.
As Forças Armadas do Catar sofreram 4 mortos e 2 feridos durante seu destacamento no Iêmen.

## Ramos militares

### Força terrestre de Emiri

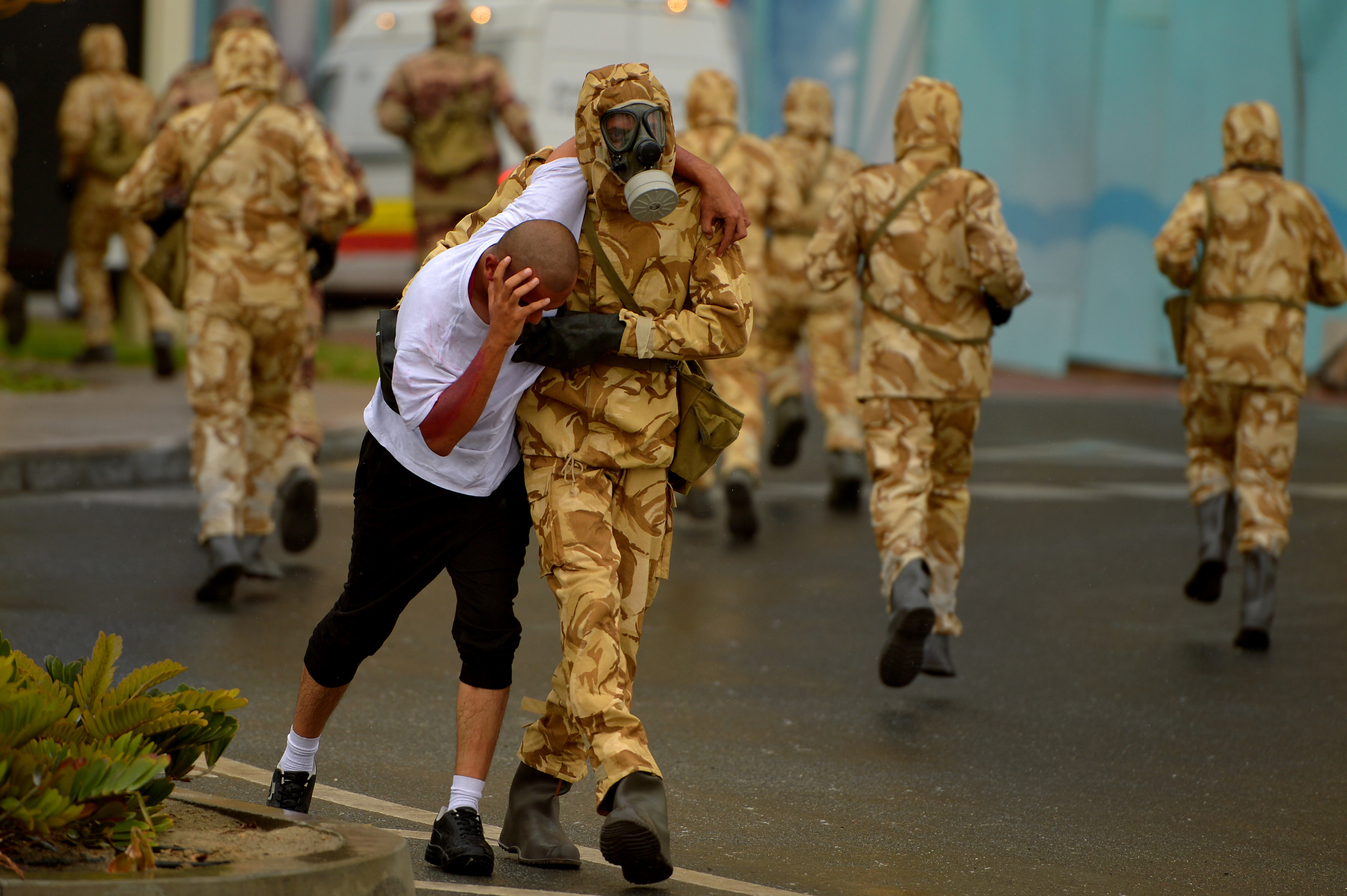
Forças Armadas do Catar em treinamento.

A Força Terrestre Qatar Emiri é o maior ramo das Forças Armadas do Catar. Inicialmente equipado com armamento britânico, o Catar transferiu grande parte de sua aquisição para a França durante a década de 1980, em resposta aos esforços franceses para desenvolver relações mais estreitas. O batalhão de tanques foi equipado com tanques de batalha AMX-30 construídos na França, antes de ser substituído por alemães Leopard 2A7’s. Outros veículos blindados incluem os APCs franceses AMX-10P e os franceses VAB, adotados como o veículo de combate padrão com rodas. A unidade de artilharia tem alguns obuses franceses de 155 mm. As principais armas antitanques são os mísseis guiados por fios franceses MILAN e HOT.

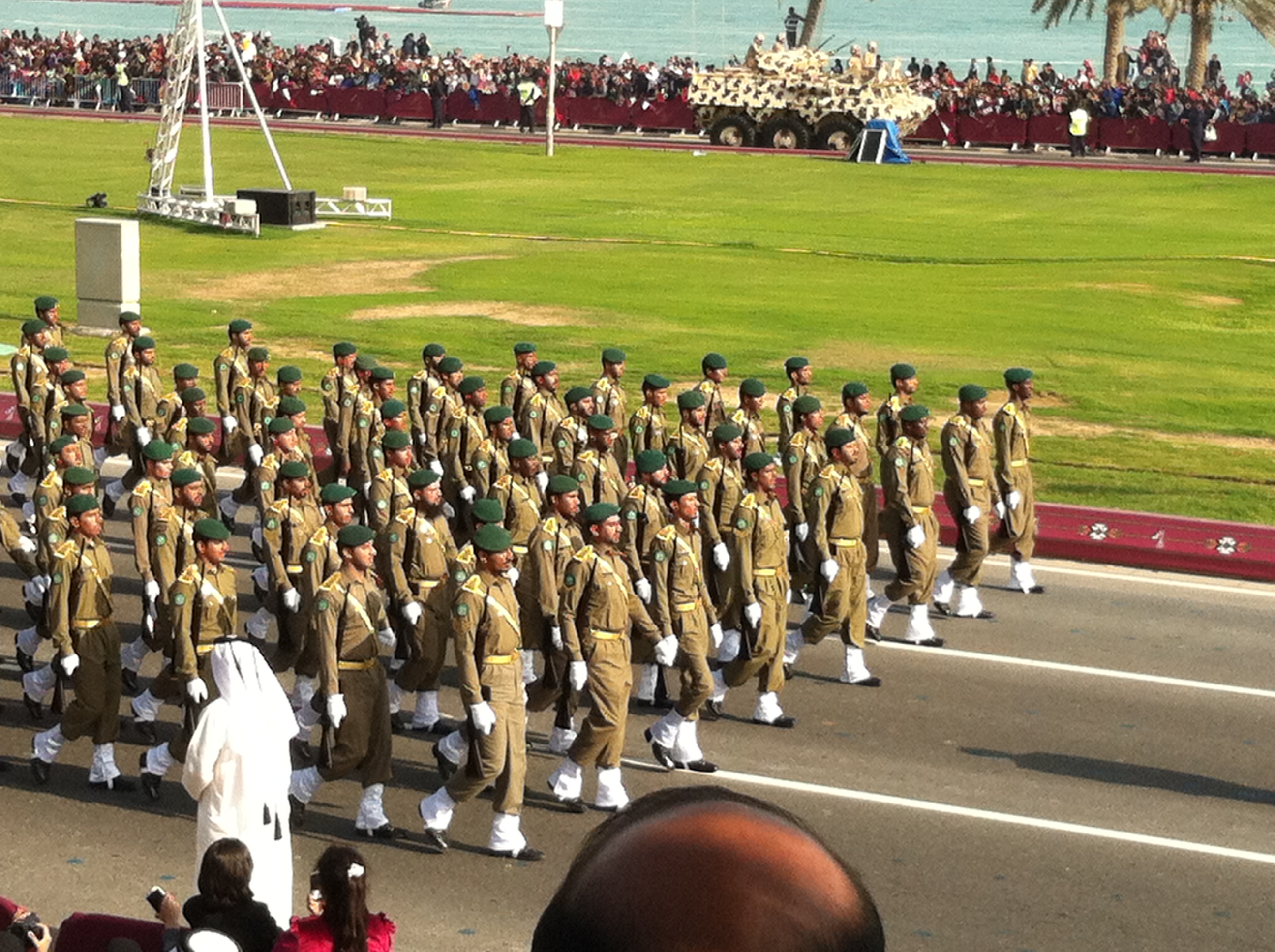
Forças Armadas do Catar em Dia Nacional celebrações no Doha Corniche

O Catar também adquiriu ilicitamente alguns Sams de ombro Stinger, possivelmente de grupos rebeldes afegãos, em um momento em que os Estados Unidos estavam tentando manter um controle apertado sobre os Stingers no Oriente Médio. Quando o Catar se recusou a entregar os mísseis, o Senado dos Estados Unidos em 1988 impôs uma proibição à venda de todas as armas ao Catar. A proibição foi revogada no final de 1990, quando o Catar respondeu satisfatoriamente por sua disposição dos Stingers.
Batalhão de tanques do Catar lutou na Guerra do Golfo em 1991, seus AMX-30 participaram da batalha de Khafji. O contingente catariano, composto principalmente por recrutas paquistaneses, se absolveu bem durante a guerra. O Catar assinou um contrato com a empresa de defesa alemã Krauss-Maffei Wegmann (KMW) para a entrega de 24 sistemas de artilharia PzH 2000 e 62 tanques de batalha principais LEOPARD 2.
O DSCA dos EUA anuncia que o Catar quer se juntar a seu vizinho os Emirados Árabes Unidos, e campo 2 de médio alcance THAAD baterias próprias. Seu pedido vale até R$ 35 bilhões e inclui até 12 lançadores THAAD, 150 mísseis THAAD, 2 unidades de controle de incêndio e comunicações THAAD, 2 radares AN/ TPY-2 THAAD e 1 radar de alerta precoce (EWR). Os EUA também venderiam os caminhões necessários, geradores, unidades de energia elétrica, reboques, equipamentos de comunicação, equipamentos de teste e manutenção da unidade de incêndio, integração e check-out do sistema, reparo e retorno, treinamento e outro suporte.